# Robert Peroni
Robert Peroni (Renon, 1944) è uno scrittore, esploratore e alpinista italiano.
È nato a Renon nella provincia autonoma di Bolzano nel 1944, si è laureato in psicologia poi si è dedicato all'alpinismo raggiungendo una certa notorietà con scalate e sport invernali estremi. Con Francesco Casolo ha scritto tre volumi dedicati ai suoi viaggi e all'incontro col popolo Inuit.

## Biografia

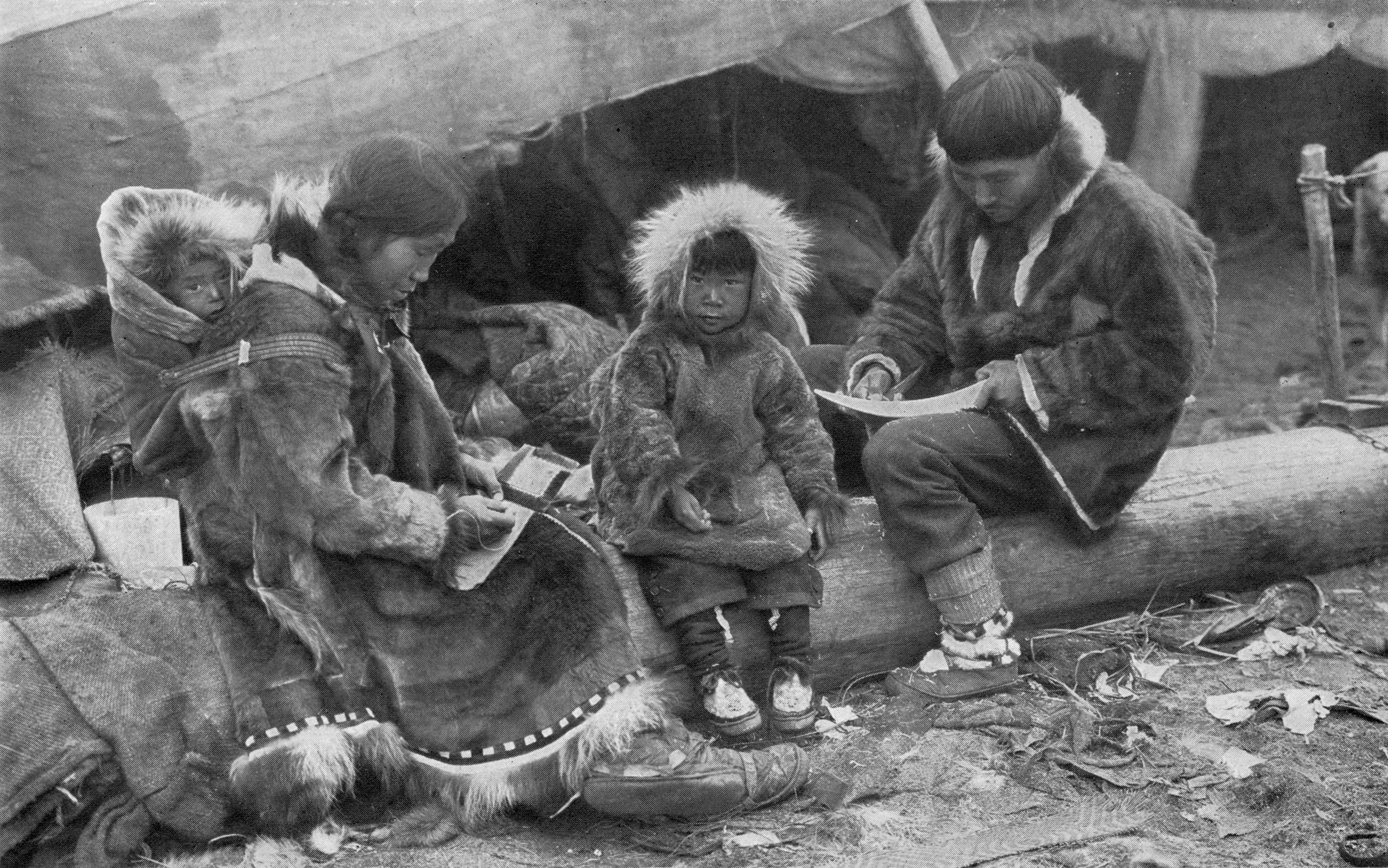
Immagine del popolo degli Inuit

Robert Peroni è nato nel 1944 a Renon nella provincia autonoma di Bolzano e dopo gli studi in medicina e psicologia si è dedicato agli sport invernali anche estremi oltre a spedizioni nel deserto attraversando il Sahara.
Nel 1980 ha lasciato l'attività sportiva diventando guida per una spedizione di trenta persone in Groenlandia con un equipaggiamento di sopravvivenza di tre mesi. Dopo una traversata di 1550 km su una slitta è arrivato a Tasiilaq, cittadina raggiunta dai primi esploratori nel 1884 e solitamente collegata solo con elicotteri. Qui ha incontrato il popolo degli inuit e ne è rimasto affascinato avvicinandosi alla cultura di questa terra e della sua piccola comunità; per dieci anni si è dedicato all'attività di guida per spedizioni private e scientifiche rientrando solo brevemente in Italia. Dopo una spedizione in condizioni estreme in Groenlandia del nord ha deciso di rimanere e dedicarsi alla popolazione locale minacciata nella sua sopravvivenza anche dai mutamenti climatici. Peroni si è integrato con i nativi, ha acquistato una casa dove ospitare i giovani inuit in difficoltà e offrendo lavoro ai locali. Col tempo l'edificio è divenuto un albergo che ospita i turisti delle spedizioni nordiche diventando la Casa rossa  conosciuta come “Red House”. Sull'ingresso vi è scritto Noi qui siamo a casa loro.

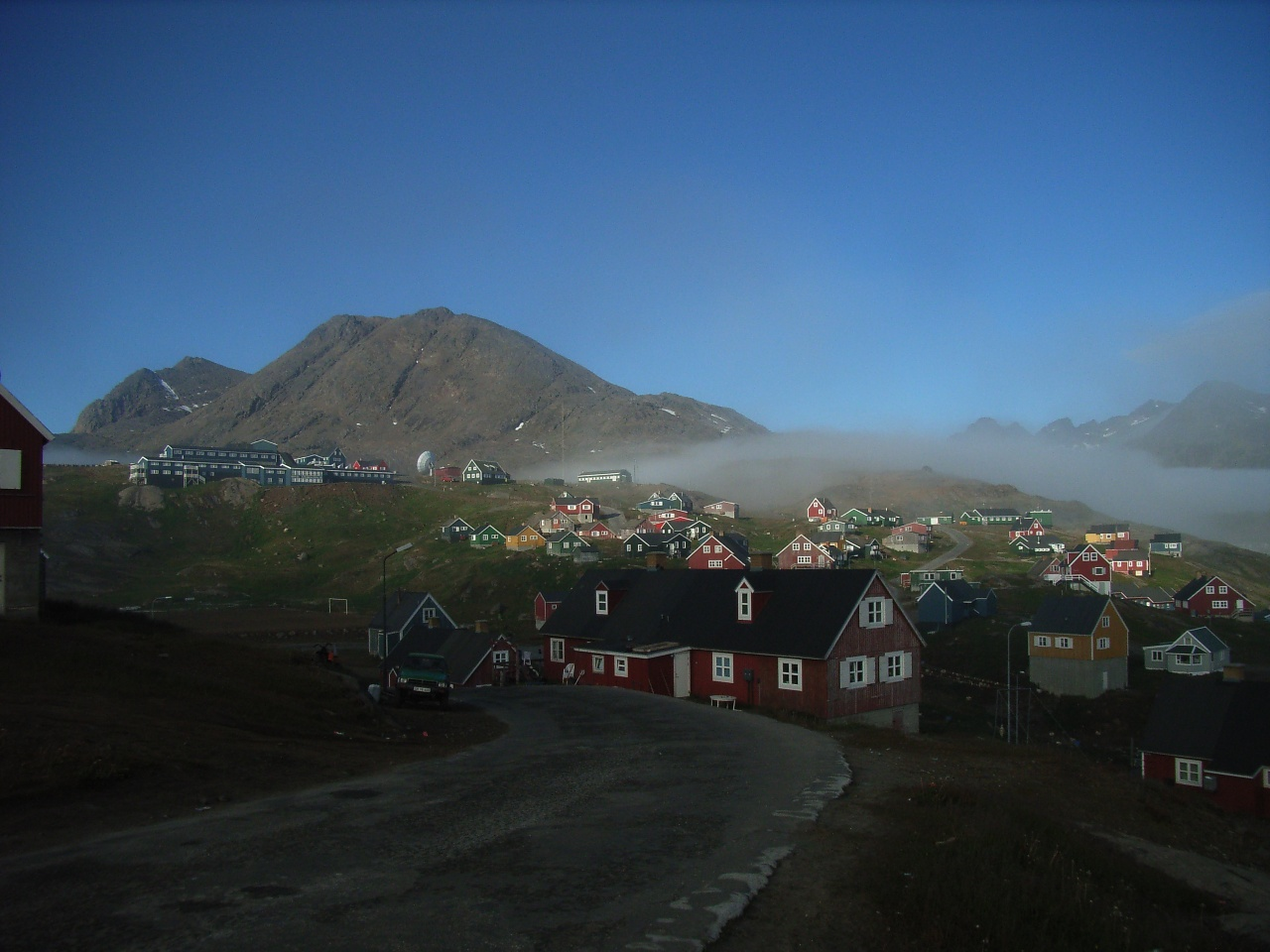
Tasiilaq nell'estate 2006

Ha contribuito a far conoscere gli inuit come popolazione che da secoli viveva unicamente di caccia alle foche, alle balene e agli orsi bianchi che le recenti leggi hanno reso illegale sia in Canada sia in Norvegia ignorando le condizioni di questo popolo che tradizionalmente caccia per sopravvivenza e privandolo di ogni forma di sostentamento come la tradizionale vendita delle pelli di foca e obbligandolo all'assistenza dell'ente pubblico danese. L'aiuto economico statale tuttavia fa venir meno le ragioni sociali e tradizionali caratteristiche del popolo che per secoli ha conservato la sua autonomia in un ambiente inospitale. Questo problema è maggiormente sentito dai giovani che si allontanano incontrando difficoltà con culture diverse e 
facendo aumentare i casi di alcolismo e di suicidio. Peroni col suo lavoro e con la pubblicazione dei libri scritti con Francesco Casolo contribuisce a far conoscere la situazione drammatica di questa popolazione. Dal 1980 abita nella parte più orientale della Groenlandia allontanandosi solo raramente dalla sua nuova patria di adozione come nel caso della presentazione al Trento Film Festival del film La Casa Rossa nel 2021.
Robert Peroni ha istituito nel 2023 la fondazione: The Red House Greenland destinata a raccogliere fondi a sostegno della “Red House”, luogo d'accoglienza dei visitatori e degli abitanti locali così che la popolazione possa essere aiutata anche dopo la sua morte.

## Opere
(Robert Peroni, Dove il vento grida più forte)
- Robert Peroni e Francesco Casolo, Dove il vento grida più forte, Milano, Sperling & Kupfer, 2014, ISBN 9788820054939, OCLC 898719941.
- Robert Peroni e Francesco Casolo, I colori del ghiaccio, Sperling & Kupfer, 2014, ISBN 9788820057374, OCLC 898744478.
- Robert Peroni e Francesco Casolo, In quei giorni di tempesta, Sperling & Kupfer, 2016, ISBN 9788820059262, OCLC 982282450.

## Filmografia
- Weisser Horizont (Orizzonte bianco), film documentario del 2010 con la regia di Humbi Entress.[7][8][9]
- Il Testimone (docuserie, episodio 6x03) di Pif, episodio incentrato sulla Groenlandia.
- La Casa Rossa, film documentario del 2020 con la regia di Francesco Catarinolo che descrive l'esperienza di Robert Peroni in Groenlandia[10] è stato presentato al Trento Film Festival nel 2021[11] dove ha vinto il Premio del pubblico, il Premio Solidarietà e il Premio Lizard[12] e al Bolzano Film Festival Bozen nel 2022 dove è risultato vincitore del premio speciale "Dolomiti Patrimonio Mondiale UNESCO" 2022 con la motivazione: "Il film di Robert Peroni parla di terre lontane, ma ci riguarda direttamente. Affronta il tema della complessità della gestione del territorio e della responsabilità collettiva, tra dimensione globale e locale. Il senso dei riconoscimenti UNESCO è proprio questo".[13]